# Orvaux
 Orvaux  là một xã thuộc tỉnh Eure trong vùng Normandie miền bắc nước Pháp.

### Huy hiệu
| Arms of Orvaux | The arms of Orvaux are blazoned: Argent, an inescutcheon vert between 3 lions gules, each maintaining a trefoil vert, and on a chief paly Or and gules, 2 oak leaves vert and 2 stalks of wheat slipped and leaved Or. |